# Qalb Tounes
Qalb Tounes (arabisch قلب تونس, DMG Qalb Tūnis; französisch neben Qalb Tounes auch Au cœur de la Tunisie; deutsch Herz von Tunesien) ist eine tunesische Partei, welche 2019 auf Initiative des Medienunternehmers Nabil Karoui aus der früheren Partei für den sozialen Frieden (französisch Parti tunisien de la paix sociale) neugegründet wurde. Sie erreichte bei der Parlamentswahl in Tunesien 2019 aus dem Stand mit 17,5 % der Stimmen den zweiten Platz. Sie ist mit 38 von 217 Sitzen in der Volksrepräsentantenversammlung vertreten.